# Čermná na Moravě

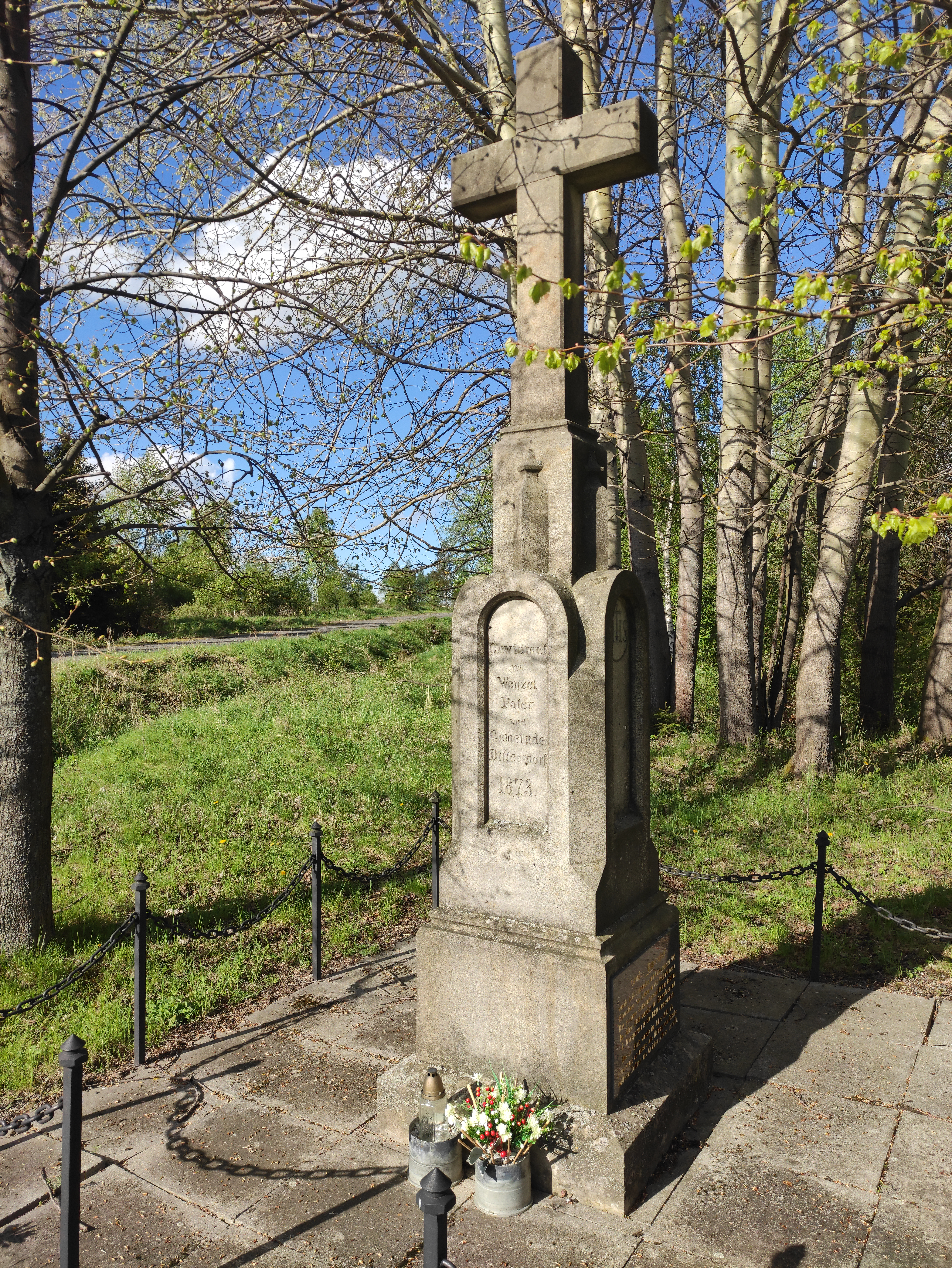

Čermná (deutsch Groß-Dittersdorf) ist eine Wüstung im Okres Olomouc auf dem Gebiet des Truppenübungsplatzes Libavá.

## Geschichte
1910 hatte Groß-Dittersdorf 851 Einwohner. Um 1920 war es ein landwirtschaftlich und handwerklich geprägter Ort mit noch ca. 743 Einwohnern (Stand: 1921). An Handwerken waren ansässig: zwei Brettsägen, ein Binder, vier Müller und ein Windmüller, ein Mühlenbauer, zwei Schmiede und Hufschmiede, fünf Schneiderinnen und Schneider, drei Schuhmacher, drei Tischler und ein Wagner.
1930 hatte Groß-Dittersdorf noch 674 Einwohner in 158 Häusern.
Nach dem Münchner Abkommen wurde Groß-Dittersdorf dem Deutschen Reich zugeschlagen und gehörte bis 1945 zum Landkreis Bärn.
1946 wurde die größtenteils deutschsprachige Bevölkerung vertrieben und die Gemeindeflur wurde Teil des Truppenübungsplatzes Libavá.

## Veranstaltungen
Čermná befindet sich innerhalb des absoluten Sperrgebietes. Obwohl der Truppenübungsplatz einmal im Jahr am 1. Mai während der Fahrradtouristikaktion „Bílý kámen“ geöffnet ist, befindet sich Čermná auf keiner der zugelassenen Transitrouten und ist daher das ganze Jahr über unzugänglich.